# Говори мне о любви (фильм, 2002)
«Говори мне о любви» или «Поговори со мной о любви» (фр. Parlez moi d'amour) — художественный фильм 2002 года производства Франции. Режиссёром и сценаристом этого фильма выступила известная актриса Софи Марсо. Для неё эта кинокартина стала первым снятым полнометражным фильмом. До этого — в 1995 году у Софи Марсо уже был опыт съёмки короткометражного фильма «Рассвет наизнанку».
Фильм «Говори мне о любви» впервые был представлен критикам на Монреальском кинофестивале 29 августа 2002 года. На этом кинофестивале фильм завоевал награду — Софи Марсо получила приз как лучший режиссёр. Творчество Софи Марсо как режиссёра критиками и зрителями было признано успешным, и в 2007 году она выпустила свой новый фильм «Пропавшая в Довиле».
Фильм «Говори мне о любви» описывает историю длительных любовных отношений и последовавшего в конце их разрыва. Эта история отражает жизнь самой Софи Марсо, и фильм в некоторой степени является для неё автобиографическим. Главные роли в этой кинокартине исполнили Жюдит Годреш и Нильс Ареструп. В кинотеатрах премьера фильма состоялась 9 октября 2002 года. Просматривать этот фильм можно детям от 13 лет, но вместе с родителями.

## Сюжет
Жюстин и Ришар 15 лет были вместе, но теперь их отношения завершены. Жюстин остаётся одна с тремя сыновьями — теперь она должна воспитывать детей сама. Кроме того разводятся и родители Жюстин. Ришар же пытается утешиться работой — он известный автор, и у него теперь есть время для творчества. Но и здесь его ждёт неудача — его новый контракт срывается.

## В ролях
| Актёр                | Роль        |
| -------------------- | ----------- |
| Жюдит Годреш         | Жюстин      |
| Нильс Ареструп       | Ришар       |
| Жан-Мари Эрин        | мать Жюстин |
| Тэффи О'Коннелл      | отец Жюстин |
| Джимми Бодранд       | Константин  |
| Луи-Александр Люкотт | Жереми      |
| Жюль Бодьер          | Жакоб       |
| Изабель Олив         | Кароль      |
| Анн Ли Ни            | Амели       |
| Даниэль Исоппо       | Юбер        |
| Кристель Туаль       | Жозе        |
| Орелен Виик          | Вильям      |
| Шанталь Бальер       | Кристина    |

## Другие названия
- Оригинальное название: Parlez moi d"amour
- Русские названия:Говори мне о любви, Поговори со мной о любви
- Международное название: Speak to Me of Love
- Итальянское название: Parlami d’amore